# Эльбасан (округ)
Эльбасан (алб. Rrethi i Elbasanit) — округ в Албании.
Округ занимает территорию 1290 км² и относится к области Эльбасан. Административный центр — город Эльбасан.

## Географическое положение
Округ Эльбасан расположен в Центральной Албании между побережьем и горными районами. За исключением своей западной части он полностью окружён горами, становящимися всё выше в направлении с запада на восток. В центральной части округа по долине протекает река Шкумбини, пересекающая территорию округа сначала по узкому ущелью на востоке, затем по широкой котловине Эльбасана в западном направлении. В районе города Эльбасан с запада на юго-запад до Адриатического моря простирается обширная равнина Мюзекея, ограниченная на юге рекой Деволи. Она также протекает по территории округа, возле города Церрик она сближается с Шкумбини на расстоянии почти 10 км, описывает дугу в южном направлении и образует частичную границу с округами Кучова и Берат.
К северу от Шкумбини ландшафт резко меняется. Гряды холмов Kodrat e Krrabës и горная цепь Черменика достигают более 1000 м. Еще выше горы на юго-востоке округа: Malet e Shpatit поднимаются уже до 1880 м (Maja e Shirokut). К западу от них реку Девол перегораживает плотина, образуя большое озеро. На юго-западной окраине округа находится ещё одно искусственное озеро, служащее, однако, не для добычи электроэнергии, а для орошения территории. В районе Думрея (Dumreja) вокруг небольшого городка Бельш на западе округа расположены около 80 небольших карстовых озёр (Liqenet te Belshit). В нескольких километрах к югу от Эльбасана имеются горячие термальные источники, использующиеся также и в медицинских целях.

## Экономика и промышленность
В нескольких километрах к западу от города Эльбасан в 70-е годы XX века был построен большой металлургический комбинат «Сталь партии». При социализме на нём было занято более 10 000 человек, с изменением государственного строя завод остановился, попытки восстановить производство ощутимых результатов не дали. В 1993 году в округе был самый высокий уровень безработицы в стране, положение не сильно изменилось и сегодня.
В городе Бельш находится самый крупный в Албании нефтеперерабатывающий завод, в Эльбасане — цементный завод и деревообрабатывающий комбинат.
Главным источником бюджета по-прежнему является сельское хозяйство в центральной части округа (производство оливкового масла, вина, сигарет, изделий из кожи).

## Транспорт
По долине реки Шкумбини с античных времён проходили транспортные пути. В эпоху римлян через Эльбасан (Скампу) вела Эгнатиева дорога, в наши дни здесь располагается VIII коридор Панъевропейского транспортного коридора. Остатки римской дороги и окружавшей её инфраструктуры сохранились и по сей день. Сам же город Эльбасан относится прежде всего к османской эпохе, когда турки построили здесь крепость для контроля этого важного дорожного участка.
В Эльбасане сходятся дорога из Тираны через горный перевал Крраба и дорога из Дурреса по долине Шкумбини в Южную Албанию. По Шкумбинской долине проходит также ветка албанской железной дороги «HSH» в Поградец.

## Административное деление
Округ состоит из трех городов: Эльбасан, Бельши, Церрик и 20 коммун: Брадашеш, Fierza, Фунари, Гергяни, Гинари, Гостима, Граценя, Грекани, Каяни, Клёси, Краста, Лябиноте-Фуше, Лябиноти-Маль, Моласи, Папер, Рраса, Шалеси, Ширгяни, Шушица, Трегани, Завалина.